# 伽代子
伽代子（かよこ、12月12日 - ）は、日本の女優、タレント。本名、坂井 香代子（さかい かよこ）。佐藤企画所属。

## 来歴
神奈川県出身。血液型はO型。
欽ちゃん劇団2期生。
1999年、日本テレビのバラエティ番組『進ぬ!電波少年』の「地球防衛軍」のコーナーに「人間レーダーのレッド」として登場する。姉妹番組の『雷波少年』では「ゴミ生活の旅」のコーナーにレギュラー出演したほか、番組の司会も担当した。
2000年からは小堺一機の舞台『小堺クンのおすましでSHOW』シリーズに出演し、2017年のファイナル公演まで皆勤した。

## 出演

### テレビ番組
- 進ぬ!電波少年（1999年 - 2000年、日本テレビ） - 地球防衛軍レッド 役
- 雷波少年（日本テレビ） - 「ゴミ生活の旅」レギュラー（2000年 - 2001年）、司会（2001年 - 2002年）
- THE 夜もヒッパレ（2001年、日本テレビ）
- 明石家ウケんねん物語（2001年 - 2002年、フジテレビ） - レギュラー
- 電波少年的放送局（2002年、CS日本）
- 笑いの巨人（2002年 - 2003年、日本テレビ）
- にっぽん麺じまん!（2003年、スカパー!）

### テレビドラマ
- shin-D（日本テレビ）
  - 「告白」（1997年2月 - 3月）
  - 「天使にKISS」（1997年5月 - 6月）
- ビューティ7 第11話（2001年、日本テレビ） - モデル 役
- 14才の母（2006年、日本テレビ） - 樺島陽子 役
- みこん六姉妹2（2008年3月 - 5月、CBC制作・TBS） - 関順子 役
- アイシテル〜海容〜 第1話（2009年、日本テレビ） - 主婦・美和 役
- 君たちに明日はない（2010年、NHK総合） - OL・松川 役
- 山田太一ドラマスペシャル 遠まわりの雨（2010年、日本テレビ） - 通訳 役
- 愛はみえる〜全盲夫婦に宿った小さな命〜（2010年、フジテレビ） - 主婦 役
- 仮面ライダーオーズ/OOO 第11話（2010年、テレビ朝日） - DJ 役
- 生まれる。（2011年、TBS） - 三田信子 役
- 金曜プレステージ「鬼女」（2013年、フジテレビ）
- 新ナニワ金融道（2015年、フジテレビ） - 大貫セツ子 役
- 伝七捕物帳 第5回（2016年、NHK BSプレミアム） ‐ お喜代 役
- きのう何食べた? 第9話（2019年、テレビ東京） ‐ 新婦の上司 役
- ナンバMG5（2022年4月 - 6月、フジテレビ） - 島田サチ 役

### 映画
- グッドモーニングショー（2016年、フジテレビジョン・東宝）
- repeat〜人間のあやまち〜（2020年、東MAXチャンネル）[3]

### 舞台
- やっぱりコント55号（1992年6月、前進座劇場）
- 欽ちゃん二郎さんコントで御免!（1993年3月、カンダパンセホール）
- 前川清特別公演
  - 「花火師の恋」（1996年5月、新宿コマ劇場 / 1997年11月、中日劇場）
  - 「やっぱりさっぱり虹之丞」（1998年7月、新宿コマ劇場）
- 年忘れ特別企画 萩本欽一奮闘喜劇公演（1998年12月、新宿コマ劇場）
- 小堺クンのおすましでSHOW
  - 小堺クンのおすましでSHOW16 殺したい男（2000年、シアターアプル）
  - 小堺クンのおすましでSHOW17 2001年孤島への旅（2001年、シアターアプル）
  - 小堺クンのおすましでSHOW18 素晴らしいかな?人生（2002年、シアターアプル）
  - 小堺クンのおすましでSHOW19 アニメより愛をこめて（2003年、シアターアプル）
  - 小堺クンのおすましでSHOW20 20for…（2005年、シアターアプル）
  - 小堺クンのおすましでSHOW21 リトル・グランド・ウッズ（2006年、シアターアプル）
  - 小堺クンのおすましでSHOW22 スウィングしなけりゃ意味がナイ（2007年、シアターアプル）
  - 小堺クンのおすましでSHOW23 '85〜'08（2008年、シアターアプル）
  - 25年目の小堺クンのおすましでSHOW イン グローブ座〜Fly Me To The Moon〜（2009年、東京グローブ座）
  - 小堺クンのおすましでSHOW25 『卒業…?』〜今年はノンストップ!〜（2010年、東京グローブ座）
  - 小堺クンのおすましでSHOW26 〜プリズン・ブラザーズ〜（2011年、東京グローブ座）
  - 小堺クンのおすましでSHOW27 〜SATU ACADEMY〜（2012年、東京グローブ座）
  - 小堺クンのおすましでSHOW28 IN THE SHAREHOUSE〜イン・ザ・シェアハウス〜（2013年、東京グローブ座）
  - 小堺クンのおすましでSHOW29 A GANG IS HARD!〜ギャングはつらいよ〜（2014年、東京グローブ座）
  - 小堺クンのおすましでSHOW30 THE 30 STEPS（2015年、東京グローブ座）
  - 小堺クンのおすましでSHOW FINAL 〜おすましBeyond〜（2017年、新国立劇場中劇場）
- 江戸の花嫁（2003年2月、明治座）
- 谺、来る（2004年6月、明治座）
- BAT BOY THE MUSICAL（2005年3月、北千住THEATRE1010 / 2006年1月、東京厚生年金会館)
- 仇討物語 でんでん虫（2007年2月、明治座）
- 音楽劇「カラミティ☆ジェーン」（2008年4月、ル テアトル銀座 by PARCO、梅田芸術劇場 シアター・ドラマシティ）
- あらん はらん しらん（2009年1月、明治座）
- 東貴博プロデュース FIRE HIP'S
  - 第1回公演「HAPPY HAPPY BIRTHDAY!!」（2009年8月、北沢タウンホール）
  - 第2回公演「THE ラストパーティー」（2010年8月、北沢タウンホール）
  - 第3回公演「MY LAST カーニバル」（2011年8月、北沢タウンホール）
  - 第4回公演「ハートブレイクダンス!!」（2012年8月、北沢タウンホール）
  - 第6回公演「殺・人・現・bunny」（2014年8月、北沢タウンホール）
  - 第7回公演「THE ホーンテッド・アパート」（2015年8月、スクエア荏原 ひらつかホール）
  - 第8回公演「海の家の物語」（2016年8月、スクエア荏原 ひらつかホール）
  - 第9回公演「選挙へ」（2017年8月、スクエア荏原 ひらつかホール）
  - 10周年記念公演「うたかたの金貨REBORN!」（2018年8月、スクエア荏原 ひらつかホール）
  - FIRE HIP'S 2020特別編 〜keep your happy smile〜（2020年12月、YouTube）
  - FIRE HIP'S 大感謝祭!! 〜THAT'S バラエティーショー〜（2021年8月、スクエア荏原 ひらつかホール）
- 水森かおり新春公演「初夢どろぼう」（2010年1月、中日劇場）
- 氷川きよし特別公演
  - 「銭形平次 〜きよしの平次 立志編〜」（2013年6月、明治座）
  - 「め組の辰五郎」（2015年3月、明治座）
  - 「ねずみ小僧」（2017年6月、明治座）
  - 「母をたずねて珍道中 お役者恋之介旅日記」（2018年9月 - 10月、明治座 / 2019年5月、新歌舞伎座）
  - 「限界突破の七変化 恋之介旅日記」（2020年8月 - 9月、明治座）
  - 「ケイト・シモンの舞踏会 〜時間旅行でボンジュール〜」（2022年6月 - 9月〈予定〉、明治座、新歌舞伎座、博多座、御園座）
- 欽ちゃん奮闘公演 THE LAST「ほめんな ほれんな とめんな」(2014年3月、明治座）
- おトラさん（2016年2月、明治座）
- 劇団東少ミュージカル「アルプスの少女ハイジ」（2019年7月、三越劇場） - ロッテンマイエル 役
- 銀岩塩SATELLITE「想紅 オモイクレナイ」（2020年10月、小劇場B1） - 下村多恵子 役[4]
- マウストラップ〜ねずみとり〜（2022年1月、俳優座劇場） - ボイル夫人 役[5]
- トレーディングライフ（2022年5月、シアター・アルファ東京）
- 大森カンパニープロデュース
  - vol.41 人情喜劇シリーズ第12弾「おうけつ」（2022年11月 - 12月、小劇場B1）
  - 大森博生誕60年&芝居道35年記念公演第一弾「更地祭〜更地連続上演〜」（2023年6月〈予定〉、下北沢ザ・スズナリ）
- 第2回ももクロ一座特別公演「座長玉井詩織 大江戸ミュージカル『CHANGE THE FUTURE!〜未来を変えろ〜』」（2023年11月 - 12月〈予定〉、明治座）[6]

### 吹き替え
- 運命のボタン（2009年、ワーナー・ブラザース / ショウゲート）

## CD
- 地球防衛軍「てえへんだ!! The Earth」（2000年、ソニー・ミュージックエンタテインメント）